# كريسينسيو سامرفيل
ينسيو سامرفيل (مواليد 30 أكتوبر 2001) هو لاعب كرة قدم هولندي يلعب كجناح في نادي ويست هام يونايتد.

## روابط خارجية
- كريسينسيو سامرفيل على موقع قاعدة بيانات كرة القدم.إي يو (الإنجليزية)
- كريسينسيو سامرفيل على موقع Soccerbase.com (لاعب) (الإنجليزية)
- كريسينسيو سامرفيل على موقع Soccerway.com (الإنجليزية)
- كريسينسيو سامرفيل على موقع عالم كرة القدم.نت (الإنجليزية)